# Tecnomare
La Tecnomare S.p.A. è stata una società del gruppo Eni impegnata nei servizi di ingegneria per:
- progetti di sviluppo di campi petroliferi
- progetti di tecnologie innovative
- progetti HSE.

## Storia
Tecnomare fu fondata nel 1971 a Venezia (VE) come "Società per lo sviluppo delle tecnologie marine" nell'ambito della Legge 10 ottobre 1968 che istituiva il Fondo Ricerca Applicata gestito dall'IMI (Istituto Mobiliare Italiano).
Le principali aree di impiego erano:
- attività di ricerca per nuove tecnologie operative al fine di esplorare e utilizzare per scopi economici, industriali e scientifici le acque, il fondale e il sottofondo marino
- lo sfruttamento economico ed industriale dei risultati ottenuti in via diretta o indiretta a seguito dello svolgimento delle attività assegnate.

I progetti di ricerca applicata erano finalizzati ad un futuro possibile progetto realizzativo.
Nel corso degli anni, Tecnomare si è evoluta secondo le nuove esigenze di mercato, estendendo la sua presenza in paesi esteri, quali Egitto e Kazakistan.
Eni è passata dal possedere il 25% delle azioni nel 1971 al possesso dell'intero pacchetto azionario nel 2008.
Il 1º gennaio 2017 confluisce insieme a Eni engineering e&p nella società EniProgetti, controllata al 100% da Eni.

## Progetti di sviluppo di campi petroliferi
La Tecnomare offriva servizi di ingegneria per la progettazione di impianti upstream per la produzione di idrocarburi. La progettazione riguardava impianti a terra (on-shore) e a mare (off-shore), sviluppi subsea e sistemi di produzione galleggianti, condotte sottomarine e terrestri, punti di attracco e di caricamento.
In particolare, nella progettazione di impianti off-shore, Tecnomare ha progettato piattaforme e sistemi di produzione galleggianti nel Mar Mediterraneo, Mare del Nord, Africa, Sudamerica, Golfo Persico e Australia.
I servizi di ingegneria per gli sviluppi di progetti Oil&Gas erano relativi a:
- studi di fattibilità
- Ingegneria di base, FEED e ingegneria  di dettaglio
- Supervisione alla costruzione, alle operazioni marine e all'avviamento degli impianti
- Servizi di Project management

## Progetti di tecnologie innovative
Altra area tecnica di Tecnomare era la ricerca e lo sviluppo di tecnologie innovative nel campo dell'esplorazione, della produzione e del trasporto di petrolio e gas naturale. Le tecnologie innovative sviluppate avevano il fine di fornire ad Eni ed all'industria petrolifera soluzioni che migliorino la sicurezza, l'economicità e i tempi delle attività di esplorazione e sviluppo di giacimenti.
I servizi di ingegneria per gli sviluppi di tecnologie innovative erano relativi a:
- monitoraggio di parametri ambientali, geofisici, geochimici e strutturali
- sistemi di esplorazione e perforazione in acque profonde (deep water)
- ricerca e sviluppo di tecnologie ingegneristiche innovative per il completamento e la produzione.

## Progetti HSE
Tecnomare si occupava dell'analisi e del miglioramento di processi aziendali, perseguendo le politiche di Eni per la salvaguardia della Salute, della Sicurezza e dell'Ambiente (HSE).
I servizi di ingegneria per i progetti HSE erano relativi a:
- assistenza per lo sviluppo e l'implementazione dei sistemi di gestione HSE col fine di ottenere e mantenere certificazione in accordo agli standard internazionali di settore
- audit di conformità legislativa HSE e Seveso
- gestione degli aspetti HSE nelle fasi di progettazione per gli impianti Oil&Gas
- analisi di rischio in impianti esistenti